# Ninh Xuân (xã)
Ninh Xuân là một xã thuộc thị xã Ninh Hòa, tỉnh Khánh Hòa, Việt Nam.
Xã Ninh Xuân có diện tích 60,01 km², dân số năm 1999 là 9.356 người, mật độ dân số đạt 156 người/km².